# Бірджанд
Бірджа́нд (перською:بیرجند) — місто і столиця іранської провінції Південний Хорасан на сході Ірану. 
Населення міста — 157,8 тис. осіб (2006).
Торговий, сільськогосподарський центр. Освітній центр. Аеропорт.

## Клімат
Місто знаходиться у зоні, котра характеризується кліматом тропічних степів. Найтепліший місяць — липень із середньою температурою 30 °C (86 °F). Найхолодніший місяць — січень, із середньою температурою 4.4 °С (40 °F).
| Клімат Бірджанда        | Клімат Бірджанда | Клімат Бірджанда | Клімат Бірджанда | Клімат Бірджанда | Клімат Бірджанда | Клімат Бірджанда | Клімат Бірджанда | Клімат Бірджанда | Клімат Бірджанда | Клімат Бірджанда | Клімат Бірджанда | Клімат Бірджанда | Клімат Бірджанда |
| Показник                | Січ.             | Лют.             | Бер.             | Квіт.            | Трав.            | Черв.            | Лип.             | Серп.            | Вер.             | Жовт.            | Лист.            | Груд.            | Рік              |
| Абсолютний максимум, °C | 21               | 22               | 30               | 32               | 37               | 42               | 41               | 42               | 37               | 32               | 28               | 22               | 42               |
| Середній максимум, °C   | 8                | 11               | 17               | 23               | 28               | 33               | 34               | 33               | 30               | 24               | 17               | 11               | 23               |
| Середня температура, °C | 4                | 6                | 12               | 18               | 23               | 28               | 30               | 27               | 24               | 18               | 11               | 7                | 18               |
| Середній мінімум, °C    | 0                | 2                | 7                | 12               | 18               | 23               | 25               | 22               | 18               | 12               | 5                | 2                | 12               |
| Абсолютний мінімум, °C  | −10              | −12              | −5               | −2               | 2                | 2                | 15               | 8                | 3                | −2               | −8               | −13              | −13              |
| Днів з опадами          | 7                | 7                | 7                | 5                | 2                | 1                | 1                | 1                | 1                | 2                | 2                | 5                | 41               |
| Днів з дощем            | 5                | 5                | 7                | 5                | 2                | 1                | 1                | 1                | 1                | 2                | 2                | 4                | 36               |
| Днів зі снігом          | 2                | 2                | 0                | 0                | 0                | 0                | 0                | 0                | 0                | 0                | 0                | 1                | 5                |
| ----------------------- | ---------------- | ---------------- | ---------------- | ---------------- | ---------------- | ---------------- | ---------------- | ---------------- | ---------------- | ---------------- | ---------------- | ---------------- | ---------------- |
| Джерело: Weatherbase    |                  |                  |                  |                  |                  |                  |                  |                  |                  |                  |                  |                  |                  |